# الشاغي (المهرة)

تعديل مصدري - تعديل

الشاغي هي إحدى قرى مديرية المسيلة التابعة لمحافظة المهرة، بلغ تعداد سكانها 19 نسمة حسب تعداد اليمن لعام 2004.